# Tazz
Peter Senerchia (nascido em 11 de outubro de 1967) é um ex-profissional de wrestling estadunidense e atualmente comentarista na All Elite Wrestling. Senerchia foi melhor conhecido pelos seus ring names de Tazz ou Taz.
Durante sua carreira no wrestling profissional, Tazz é conhecido muito na Extreme Championship Wrestling, onde venceu por duas vezes o ECW Championship, outras duas o ECW Television Championship, três vezes o ECW Tag Team Championship, bem como criar em uma storyline o FTW Championship. Esteve na WWE entre 2002 e 2009 como comentarista assistente, tendo pedido demissão devido a lesões no início de 2009. Fez sua estreia na Total Nonstop Action Wrestling no PPV Victory Road como advisor de Samoa Joe.

## Títulos na WWF
- WWF Hardcore Championship (3 vezes)[6]
- WWF Tag Team Champiosnhip- com Spike Dudley (1 vez)